# Órbita de Lissajous

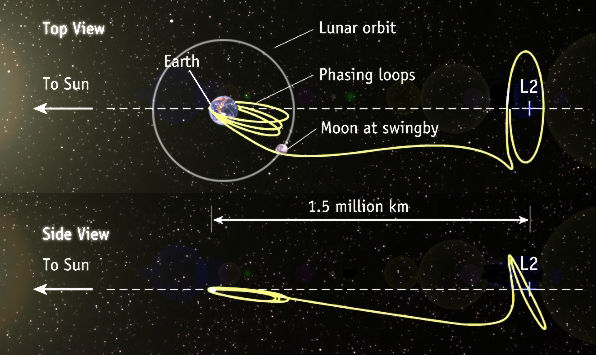
Órbita de Lissajous alrededor del L2 Sol-Tierra

En mecánica orbital, una órbita de Lissajous , pronunciada: [li.sa.ʒu], nombrada en honor a Jules Antoine Lissajous, es una trayectoria orbital cuasi-periódica que un objeto puede seguir alrededor de un punto lagrangiano de un sistema de tres cuerpos sin requerir ninguna propulsión. Las órbitas de Lyapunov alrededor de un punto de Lagrange son trayectorias curvas que caen enteramente en el plano de los dos cuerpos primarios. En contraste, las órbitas de Lissajous incluyen componentes en este plano y perpendiculares a él, y siguen una curva de Lissajous. Las órbitas Halo también incluyen componentes perpendiculares al plano, pero  son periódicas, mientras las órbitas de Lissajous no lo son.
En la práctica, cualquier órbita alrededor de los puntos lagrangianos L1, L2, o L3 es dinámicamente inestable, lo que significa que cualquier pequeña desviación del equilibrio crece con el tiempo. Como resultado, los vehículos espaciales en órbitas en el punto de Lagrange tienen que utilizar sus sistemas de propulsión para mantener una órbita estacionaria. En ausencia de otras influencias, las órbitas sobre los puntos lagrangianos L4 y L5 son dinámicamente estables siempre y cuando la proporción de las masas de los dos objetos principales sea mayor que aproximadamente 25, es decir que la dinámica natural (sin el uso del sistema de propulsión de una astronave) mantiene al vehículo espacial en la proximidad del punto lagrangiano incluso cuándo sea sacado ligeramente del punto de equilibrio. Estas órbitas aun así puede ser desestabilizadas por otros objetos cercanos pesados. Se ha determinado por ejemplo que una órbita en los puntos L4 y L5 del sistema Tierra-Luna sería estable durante miles de millones de años, incluso con perturbaciones del Sol, pero debido a perturbaciones más pequeñas de los planetas, las órbitas alrededor de estos puntos pueden durar solo unos cuantos millones de años.

## Astronaves que utilizan órbitas de Lissajous
Varias misiones han utilizado trayectorias de Lissajous: ACE en L1 Sol–Tierra, DSCOVR en L1 Sol–Tierra, WMAP en L2 Sol–Tierra, y también la misión de Génesis que recoge partículas solares en L1.
El 14 de mayo de 2009, la Agencia Espacial europea (ESA) lanzó a espacio los observatorios Herschel y Planck, los que utilizan órbitas de Lissajous en L2 Sol–Tierra. La misión actual  Gaia de ESA también utiliza una órbita de Lissajous en L2 Sol–Tierra.
En 2011, la NASA transfirió dos de sus astronaves THEMIS de órbita terrestre a órbita Lunar a través de órbitas de Lissajous L1 y L2 Tierra-Luna.
El orbitador lunar de China Chang'e 2 dejó su órbita lunar el 8 de junio de 2011 y voló a L2.
En la novela de ficción de ciencia Sunstorm de Arthur C. Clarke y Stephen Baxter, un escudo enorme es construido en el espacio para proteger a la Tierra de una tormenta solar mortífera.  El escudo está descrito como estando en una órbita de Lissajous L1.  De modo parecido un grupo de personas ricas y poderosas se refugió en L2 con objeto de ser protegidos de la tormenta solar por el escudo, la Tierra y la Luna.